# Championnat d'Europe de football espoirs 1994
 (août 2024).
Si vous disposez d'ouvrages ou d'articles de référence ou si vous connaissez des sites web de qualité traitant du thème abordé ici, merci de compléter l'article en donnant les références utiles à sa vérifiabilité et en les liant à la section « Notes et références ».
Navigation
Euro espoirs 1992 Euro espoirs 1996
Le Championnat d'Europe de football espoirs 1994 est la neuvième édition du championnat d'Europe des nations espoirs. La phase finale se déroule du 15 au 20 avril 1994 en France. Les quatre formations du dernier carré ont passé avec succès les différents tours de qualification, où 32 nations étaient inscrites. Les matchs se déroulent dans le Languedoc, à Nîmes et Montpellier. La France est choisie parmi les quatre demi-finalistes pour accueillir le tournoi.
C'est l'Italie qui remporte le titre après avoir battu le Portugal en finale, disputée au Stade de la Mosson de Montpellier. L'Espagne prend la troisième place, le pays organisateur, la France, est quatrième. Les quatre sélections gagnent également leur billet pour le tournoi olympique d'Atlanta. C'est le deuxième titre de champion d'Europe espoirs pour la jeune Squadra Azzurra après celui décroché deux ans plus tôt tandis que le Portugal, emmené par Luís Figo, atteint la finale.

## Qualifications

### Tour préliminaire
Les six vainqueurs de groupe et les deux meilleurs deuxièmes se qualifient pour les quarts de finale. Pour déterminer les meilleurs deuxièmes, seuls les résultats obtenus par les équipes concernées contre le premier, le troisième et le quatrième de leur groupe sont pris en compte.
| Rang | Équipe   | Pts | J | G | N | P | Bp | Bc | Diff |
| ---- | -------- | --- | - | - | - | - | -- | -- | ---- |
| 1    | Italie   | 14  | 8 | 7 | 0 | 1 | 16 | 6  | +10  |
| 2    | Portugal | 12  | 8 | 5 | 2 | 1 | 18 | 4  | +14  |
| 3    | Suisse   | 8   | 8 | 3 | 2 | 3 | 11 | 8  | +3   |
| 4    | Écosse   | 6   | 8 | 2 | 2 | 4 | 8  | 11 | -3   |
| 5    | Malte    | 0   | 8 | 0 | 0 | 8 | 1  | 25 | -24  |

| Rang | Équipe      | Pts | J  | G | N | P  | Bp | Bc | Diff |
| ---- | ----------- | --- | -- | - | - | -- | -- | -- | ---- |
| 1    | Pologne     | 14  | 10 | 7 | 0 | 3  | 26 | 10 | +16  |
| 2    | Turquie     | 14  | 10 | 6 | 2 | 2  | 15 | 10 | +5   |
| 3    | Norvège     | 13  | 10 | 6 | 1 | 3  | 20 | 13 | +7   |
| 4    | Angleterre  | 11  | 10 | 4 | 3 | 3  | 20 | 8  | +12  |
| 5    | Pays-Bas    | 8   | 10 | 3 | 2 | 5  | 11 | 14 | -3   |
| 6    | Saint-Marin | 0   | 10 | 0 | 0 | 10 | 3  | 40 | -37  |

| Rang | Équipe               | Pts | J | G | N | P | Bp | Bc | Diff |
| ---- | -------------------- | --- | - | - | - | - | -- | -- | ---- |
| 1    | Espagne              | 15  | 8 | 7 | 1 | 0 | 15 | 4  | +11  |
| 2    | Allemagne            | 10  | 8 | 5 | 0 | 3 | 20 | 8  | +12  |
| 3    | Danemark             | 8   | 8 | 4 | 0 | 4 | 12 | 9  | +3   |
| 4    | Albanie              | 4   | 8 | 1 | 2 | 5 | 5  | 18 | -13  |
| 5    | République d'Irlande | 3   | 8 | 1 | 1 | 6 | 7  | 20 | -13  |

| Rang | Équipe               | Pts | J | G | N | P | Bp | Bc | Diff |
| ---- | -------------------- | --- | - | - | - | - | -- | -- | ---- |
| 1    | Tchécoslovaquie/RTS* | 13  | 8 | 6 | 1 | 1 | 16 | 4  | +12  |
| 2    | Roumanie             | 10  | 8 | 5 | 0 | 3 | 13 | 10 | +3   |
| 3    | Belgique             | 9   | 8 | 4 | 1 | 3 | 9  | 7  | +2   |
| 4    | Pays de Galles       | 8   | 8 | 3 | 2 | 3 | 16 | 16 | 0    |
| 5    | Chypre               | 0   | 8 | 0 | 0 | 8 | 4  | 21 | -17  |

| Rang | Équipe     | Pts | J | G | N | P | Bp | Bc | Diff |
| ---- | ---------- | --- | - | - | - | - | -- | -- | ---- |
| 1    | Russie     | 14  | 8 | 6 | 2 | 0 | 25 | 4  | +21  |
| 2    | Grèce      | 14  | 8 | 6 | 2 | 0 | 23 | 6  | +17  |
| 3    | Islande    | 6   | 8 | 3 | 0 | 5 | 11 | 17 | -6   |
| 4    | Hongrie    | 5   | 8 | 2 | 1 | 5 | 8  | 16 | -8   |
| 5    | Luxembourg | 1   | 8 | 0 | 1 | 7 | 2  | 26 | -24  |

| Rang | Équipe   | Pts | J  | G | N | P | Bp | Bc | Diff |
| ---- | -------- | --- | -- | - | - | - | -- | -- | ---- |
| 1    | France   | 17  | 10 | 8 | 1 | 1 | 20 | 6  | +14  |
| 2    | Suède    | 12  | 10 | 4 | 4 | 2 | 21 | 8  | +13  |
| 3    | Finlande | 10  | 10 | 4 | 2 | 4 | 10 | 13 | -3   |
| 4    | Bulgarie | 10  | 10 | 4 | 2 | 4 | 9  | 13 | -4   |
| 5    | Israël   | 7   | 10 | 3 | 1 | 6 | 17 | 16 | +1   |
| 6    | Autriche | 4   | 10 | 1 | 2 | 7 | 8  | 29 | -21  |

Note (*) :L'équipe de Tchécoslovaquie prend le nom de Représentation des Tchèques et des Slovaques (RTS) à compter du 1er janvier 1993.

### Quarts de finale
| Équipe 1 | Résultat | Équipe 2            | Aller | Retour |
| -------- | -------- | ------------------- | ----- | ------ |
| France   | 3 - 0    | Russie              | 2 - 0 | 1 - 0  |
| Italie   | 3 - 1    | Tchécoslovaquie/RTS | 3 - 0 | 0 - 1  |
| Pologne  | 1 - 5    | Portugal            | 1 - 3 | 0 - 2  |
| Espagne  | 4 - 2    | Grèce               | 0 - 0 | 4 - 2  |

## Phase finale

### Demi-finale
| 15 avril 1994 | Portugal                       | 2 - 0 | Espagne | Stade des Costières, Nîmes                        |                                                   |
|               | Rui Costa 48e · João Pinto 82e |       |         | Spectateurs : 3 000 Arbitrage : Hans-Jürgen Weber | Spectateurs : 3 000 Arbitrage : Hans-Jürgen Weber |
|               | (Rapport)                      |       |         | Spectateurs : 3 000 Arbitrage : Hans-Jürgen Weber | Spectateurs : 3 000 Arbitrage : Hans-Jürgen Weber |

| 15 avril 1994                        | France          | 0 - 0 a. p.                                          | Italie | Stade de la Mosson, Montpellier             |
|                                      |                 |                                                      |        | Spectateurs : 7 000 Arbitrage : Keith Burge |
|                                      | Rapport         |                                                      |        |                                             |
| Carotti · Ouédec · Makélélé · Zidane | Tirs au but 3-5 | Panucci · Vieri · Berretta (en) · Marcolin · Carbone |        |                                             |

### Match pour la3eplace
| 20 avril 1994 | France    | 1 - 2 | Espagne        | Stade des Costières, Nîmes                |                                           |
|               | Nouma 45e |       | Oscar 53e, 75e | Spectateurs : 469 Arbitrage : Ahmet Çakar | Spectateurs : 469 Arbitrage : Ahmet Çakar |
|               | (Rapport) |       |                | Spectateurs : 469 Arbitrage : Ahmet Çakar | Spectateurs : 469 Arbitrage : Ahmet Çakar |

### Finale
| 20 avril 1994 | Portugal  | 0 - 1 a. p. | Italie        | Stade de la Mosson, Montpellier                    |                                                    |
|               |           |             | Orlandini 98e | Spectateurs : 8 000 Arbitrage : Serge Muhmenthaler | Spectateurs : 8 000 Arbitrage : Serge Muhmenthaler |
|               | (Rapport) |             |               | Spectateurs : 8 000 Arbitrage : Serge Muhmenthaler | Spectateurs : 8 000 Arbitrage : Serge Muhmenthaler |

| Championnat d'Europe de football espoirs 1994 Vainqueur Italie 2e titre |